# Parênquima

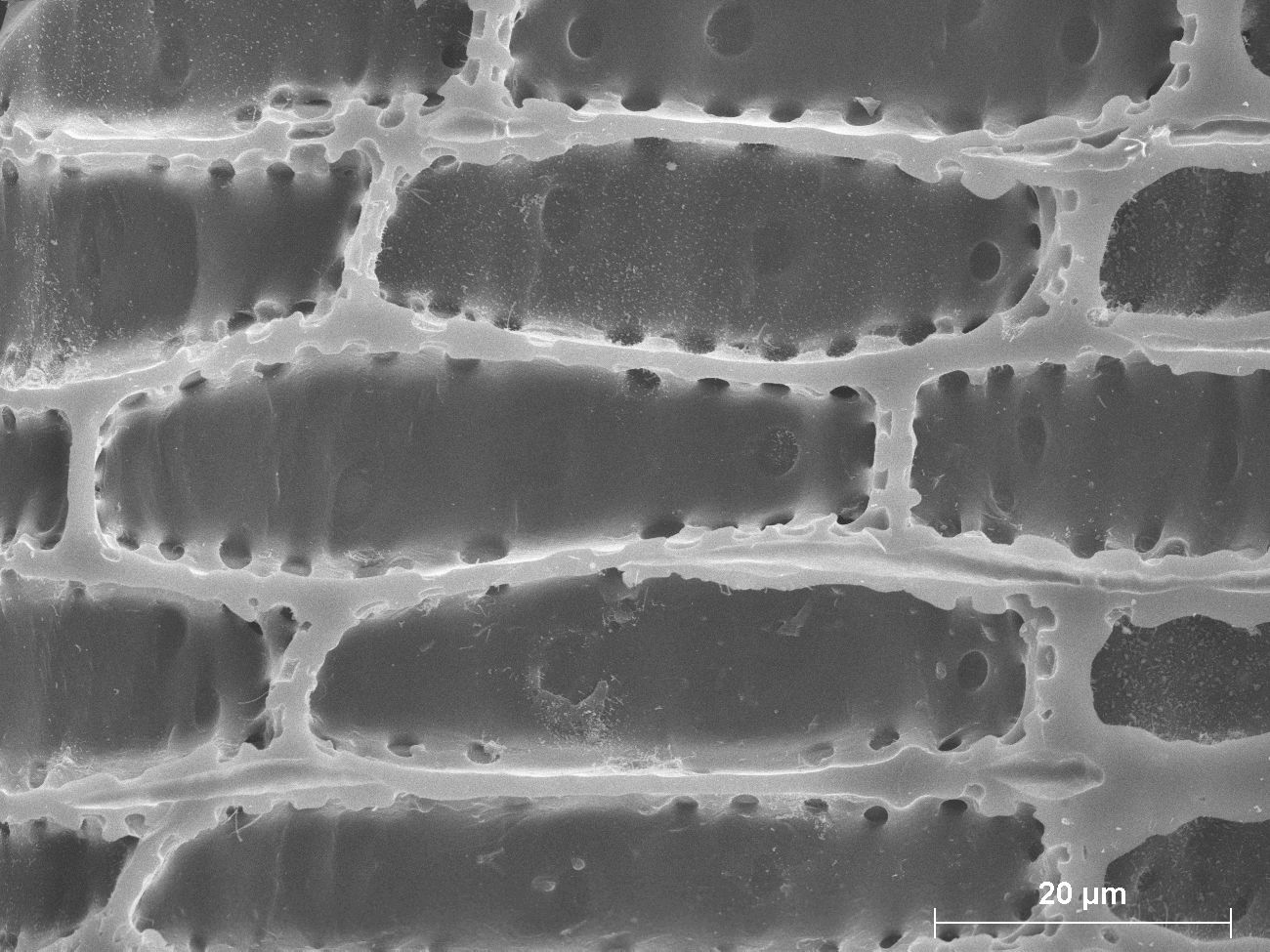
Células de Parênquimia em um feixe de madeira de picea abies (seção radial de uma amostra modificada termicamente).

Parênquima, em biologia, particularmente em histologia, é o tecido com a função principal de determinado órgão. O parênquima contrapõe-se ao estroma, que serve de suporte ao parênquima.

## Em animais
Nos animais, chama-se parênquima o tecido que forma a parte funcional de muitos órgãos, como os pulmões ou os rins, em oposição ao estroma, que se refere aos tecidos de suporte são eles: Exemplos:
| Órgão   | Células do Parênquima       |
| Rins    | Néfrons                     |
| Pulmões | Alvéolos e dutos alveolares |
| Cérebro | Neurônios                   |
| Fígado  | Hepatócitos                 |

## Em plantas
Nas plantas, chama-se parênquima o tecido pouco especializado que forma a parte interior de muitos órgãos, como a raiz e o caule jovem (córtex) e as folhas (mesofilo) das plantas vasculares ou das frondes e talos das algas. O parênquima está relacionado com a fotossíntese, a reserva de várias substâncias, cicatrização e origem de estruturas adventícias. As células do parênquima podem se especializar em células ou estruturas secretoras.
Os parênquimas são os tecidos localizados entre a epiderme e os tecidos condutores. Eles desempenham várias funções, como preenchimento, assimilação, reserva e secreção. Suas células são vivas e possuem vacúolo grande. A parede celular é delgada, com pequenos poros ou perfurações através dos quais ocorre contato entre os protoplasmas de células vizinhas.
Além do meristema fundamental, pode ser originado também pelo câmbio (tecidos vasculares) e pelo felogênio (na casca).
Tipos de parênquima:
- Clorofiliano ou clorênquima: parênquima que contém cloroplastos, ocorre nos órgãos que realizam fotossíntese. As células possuem grande número de cloroplastos e vacúolo enorme que acaba empurrando os cloroplastos junto à parede celular.
- Fundamental ou de preenchimento: células grandes, paredes finas e espaços intercelulares (estes espaços podem ser de dois tipos, Esquizógenos: ocorrem com a dissolução da lamela média; e Lisógenos: ocorrem a partir da lise celular). As células do parênquima fundamental apresentam formatos variáveis e podem conter cloroplastos, amiloplastos, cristais e várias outras substâncias (Ex: córtex das raízes e caules, medula do caule, etc.).
  - Parênquima paliçádico: células mais altas do que largas com pouco espaço intercelular, recebe este nome por lembrar paliçadas militares da antiguidade; este tipo é encontrado no mesófilo.
  - Parênquima lacunoso ou esponjoso: células de formato irregular, o que acarreta em espaços intercelulares de amplitudes variadas, este tipo se apresenta conectado as células paliçádicas.
  - Parênquima regular: células com formato pouco variável, normalmente arredondadas.
  - Parênquima plicado: células com reentrâncias que se assemelham à dobras, encontrado em plantas com mesofilo reduzido. Ex: Pinus e Bambú.
  - Parênquima braciforme: células com grandes projeções laterais que se assemelham à braços, encontrado facilmente em mesofilos de Bromeliaceae.

- Reserva: células com conteúdo.
- Transportador.
- Aerênquima: Parênquima com grandes espaços intercelulares. Obs: o aerênquima compreende não só os espaços de ar, como o parênquima em volta também.
- Amilífero: Parênquima com reserva de amido.
- Aquífero: Parênquima de reserva de água.

O parênquima se origina no procâmbio, felogênio e meristema fundamental. Tem como função cicatrização ou regeneração, reserva (ar e água), transporte, fotossíntese e síntese. Características:
- Parede fina e flexível.
- Campos primários de pontoação.
- Espaço intercelular.
- Isodiamétrica.
- Protoplasto vivo e atuante.